# Halina Tokarzewska
Halina Tokarzewska (Halina z Bylina Leszczyńskich – Tokarzewska) – literatka, filantropka, nauczycielka i artystka. Edukację odbyła w Dreźnie. W Warszawie zdała egzamin Państwowy na nauczycielkę w Warszawie. Była pierwszym kierownikiem szkoły żeńskich szkół artystycznych założonej w 1907 roku w Warszawie. Obecnie jest to XXXIII Liceum Ogólnokształcącym Dwujęzycznym im. Mikołaja Kopernika). Publikowała powieści w Tygodniku Ilustrowanym, Kronice Rodzinnej i Wieczorów Rodzinnych. Tokarzewska wraz z mężem została zesłana na Syberię